# Borjád
Borjád (deutsch Burjad) ist eine ungarische Gemeinde im Kreis Bóly im Komitat Baranya.

## Lage und Umgebung
Borjád liegt 24 Kilometer südöstlich des Komitatssitzes Pécs und 5 Kilometer südwestlich der Kreisstadt Bóly an dem Fluss Karasica. Nachbargemeinden sind Pócsa, Kisbudmér und Nagybudmér.

## Geschichte
Borjád wurde 1311 erstmals urkundlich erwähnt.

## Sehenswürdigkeiten
- Evangelische Kirche, erbaut 1890
- Römisch-katholische Kirche Nagyboldogasszony, erbaut 1928
- Wassermühle, erbaut 1840

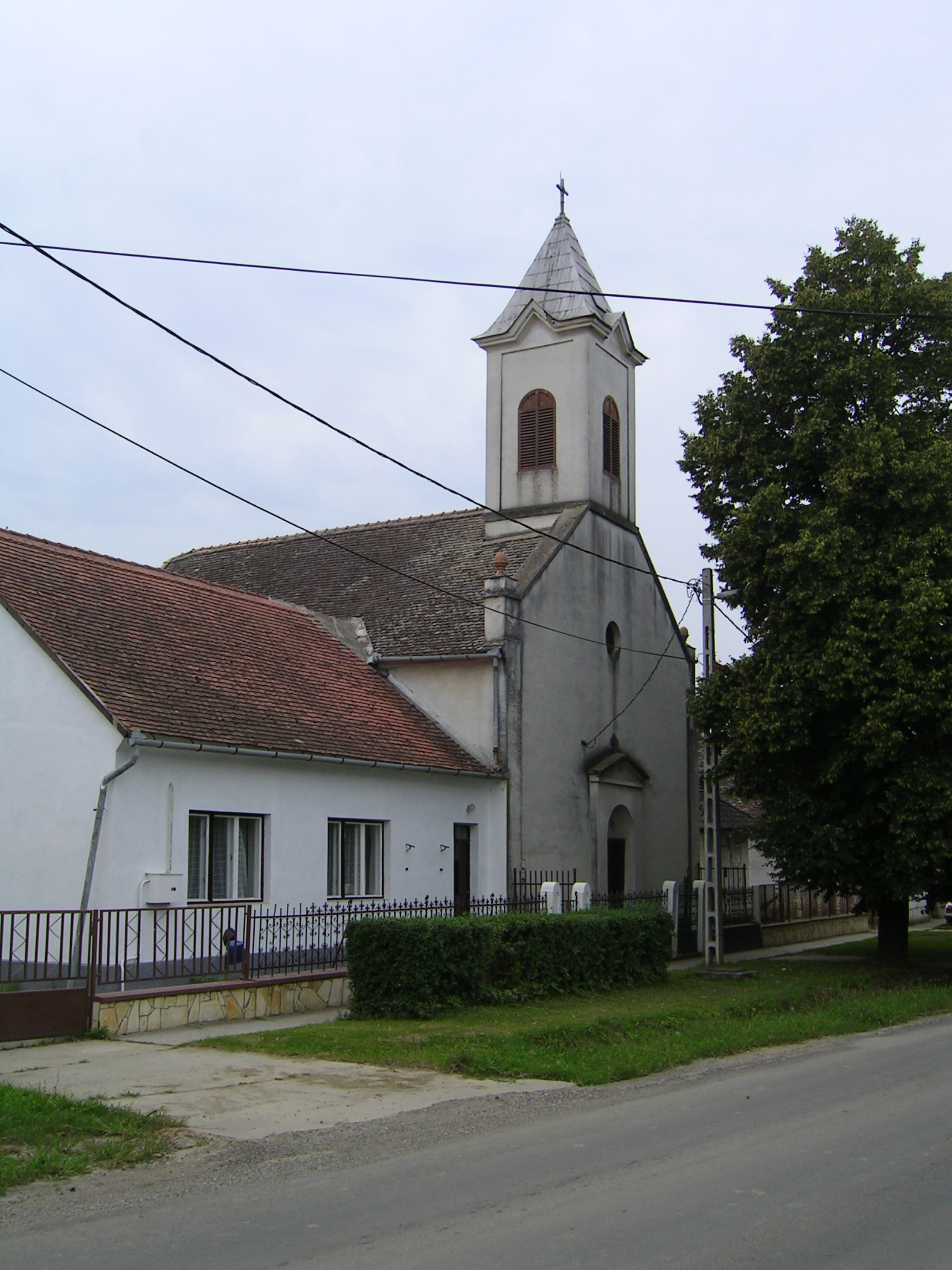
Evangelische Kirche
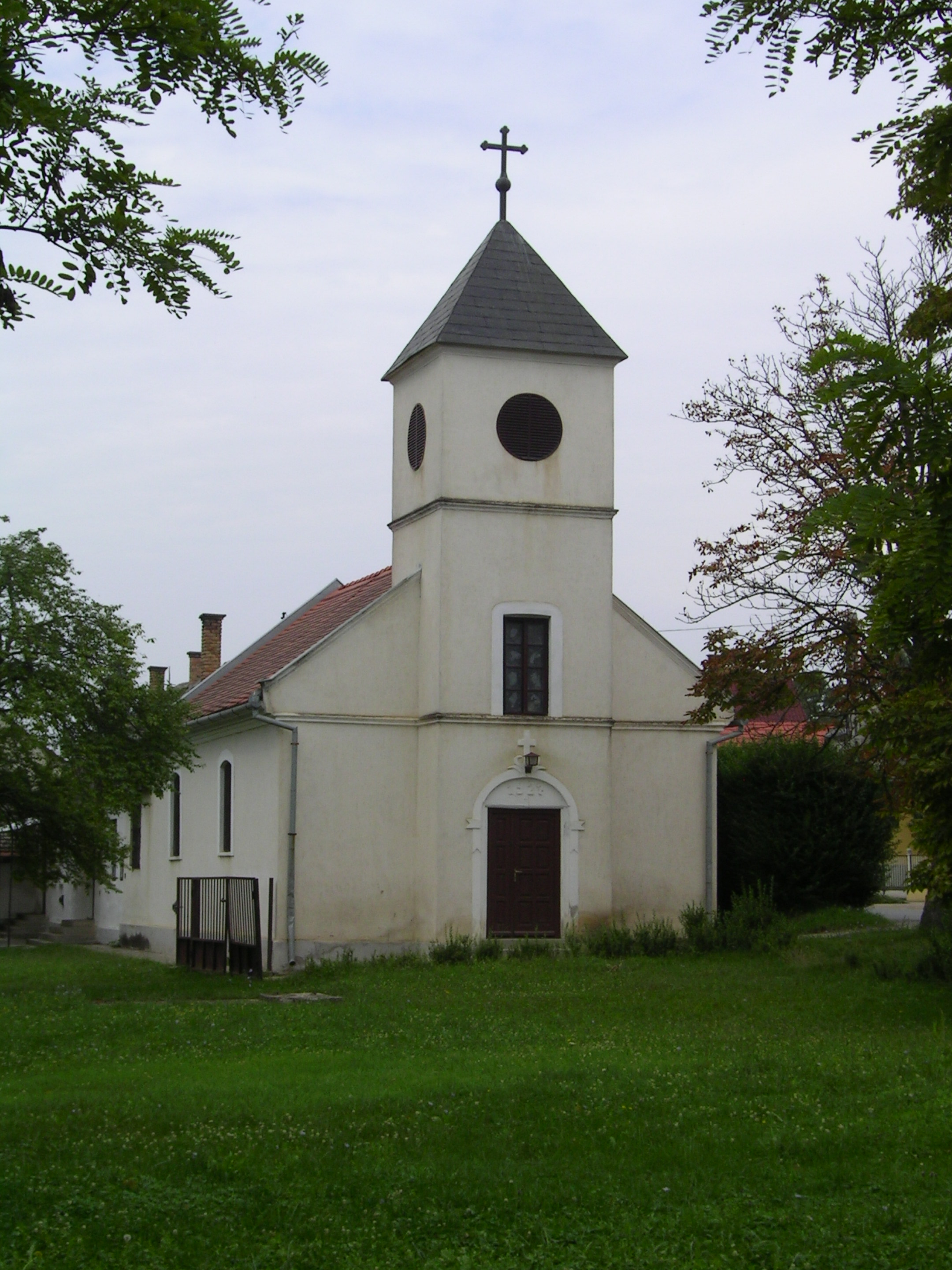
Röm.-kath. Kirche Nagyboldogasszony

## Verkehr
Durch Borjád verläuft die Landstraße Nr. 5701, von der in westliche Richtung die Nebenstraße Nr. 57103 nach Kisbudmér und Nagybudmér abzweigt. Es bestehen Busverbindungen nach Bóly, Kisbudmér, Nagybudmér sowie über Pócsa nach Villány, wo sich der nächstgelegene Bahnhof befindet.